# Den röda ateljén
Den röda ateljén (franska: L'Atelier Rouge) är en oljemålning av den franske konstnären Henri Matisse. Den målades hösten 1911 och ingår sedan 1949 i Museum of Modern Arts samlingar i New York.
Målningen skildrar konstnärens ateljé i Issy-les-Moulineaux utanför Paris. På samma sätt som i Harmoni i rött (1908) domineras hela rummet av en röd färg som smälter samman väggar, bord och omgivning till en enhetlig yta. I verkligheten var ateljén gråmålad. På väggarna hänger verk av honom själv som fortfarande var i hans ägo (varav tre idag ingår i Statens Museum for Kunsts samlingar, se bildgalleri). Samma år hade han också avbildat sin ateljé i Den rosa ateljén (Pusjkinmuseet).    

## Bildgalleri

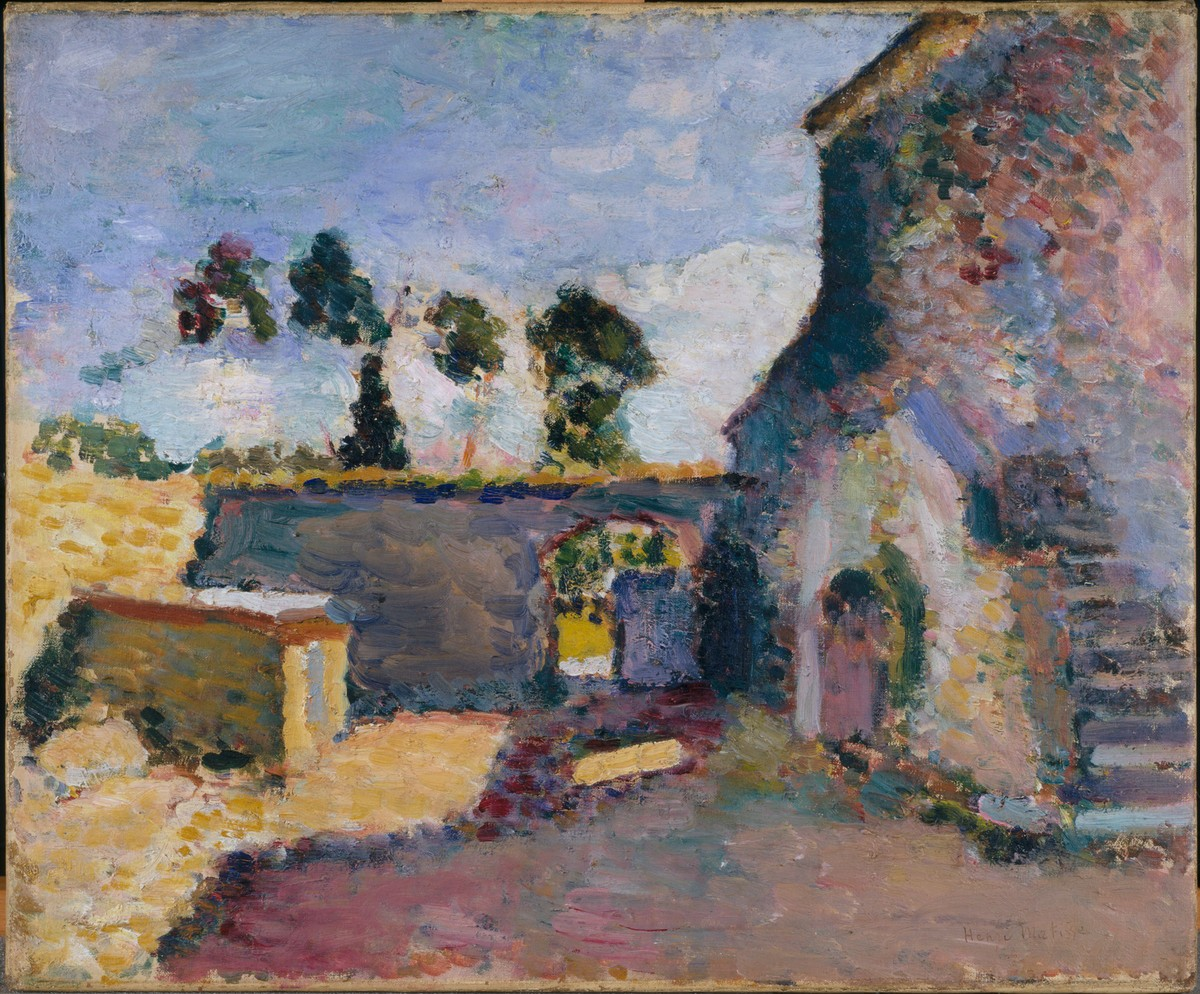
Korsika – den gamla kvarnen (1898), Wallraf-Richartzmuseet.
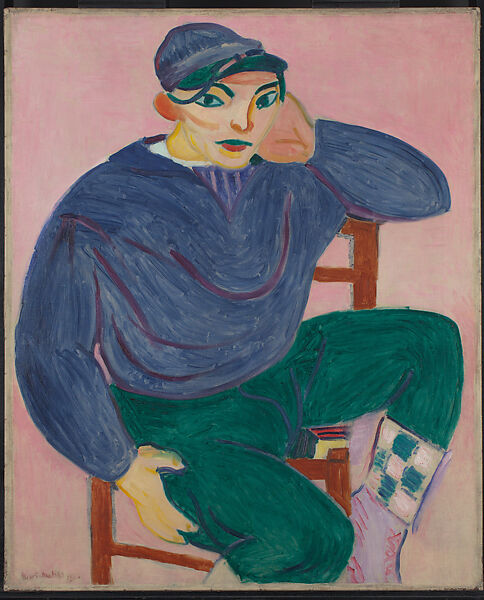
Ung sjöman II (1906), Metropolitan Museum of Art.
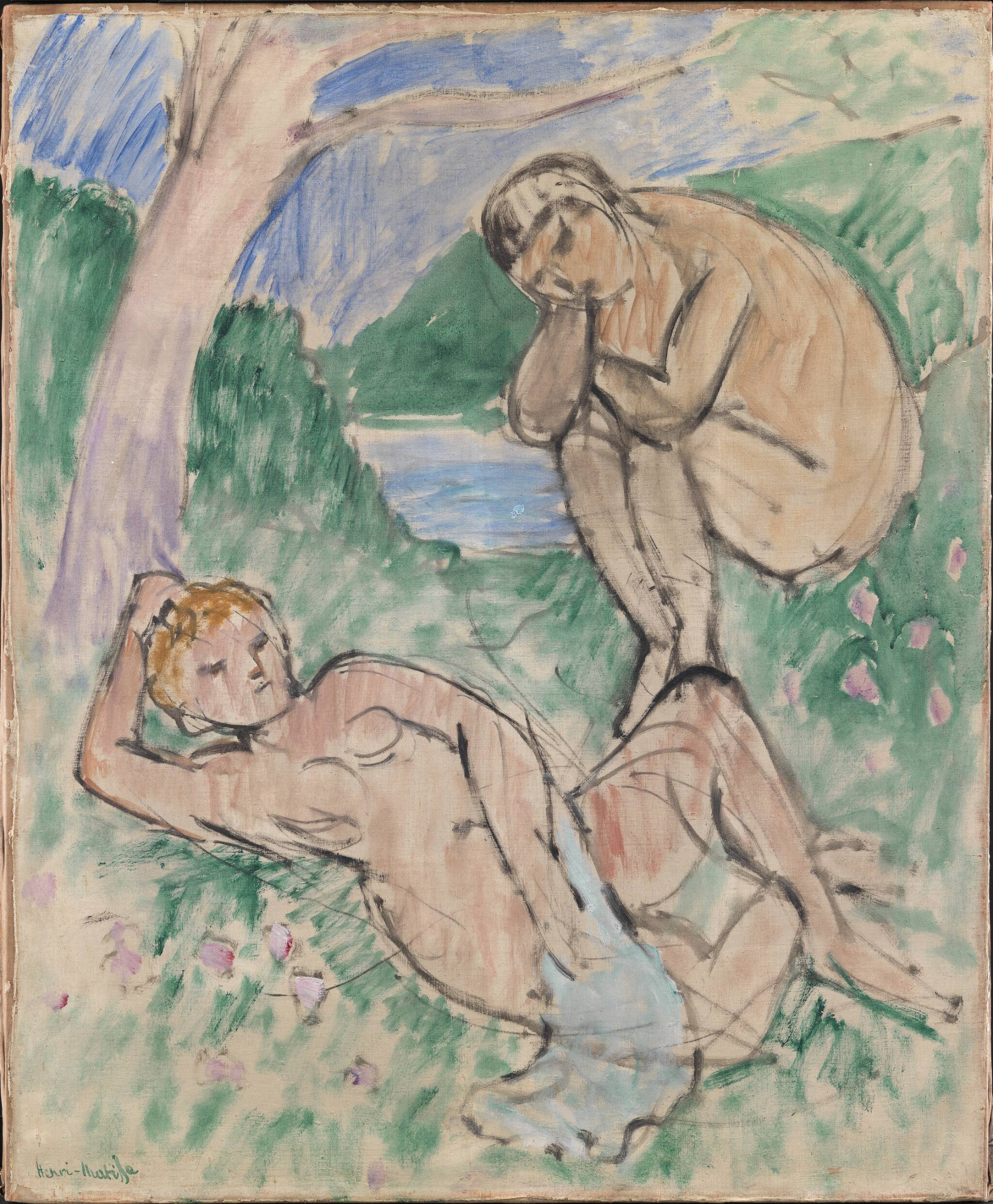
Badarna (1907), Statens Museum for Kunst.
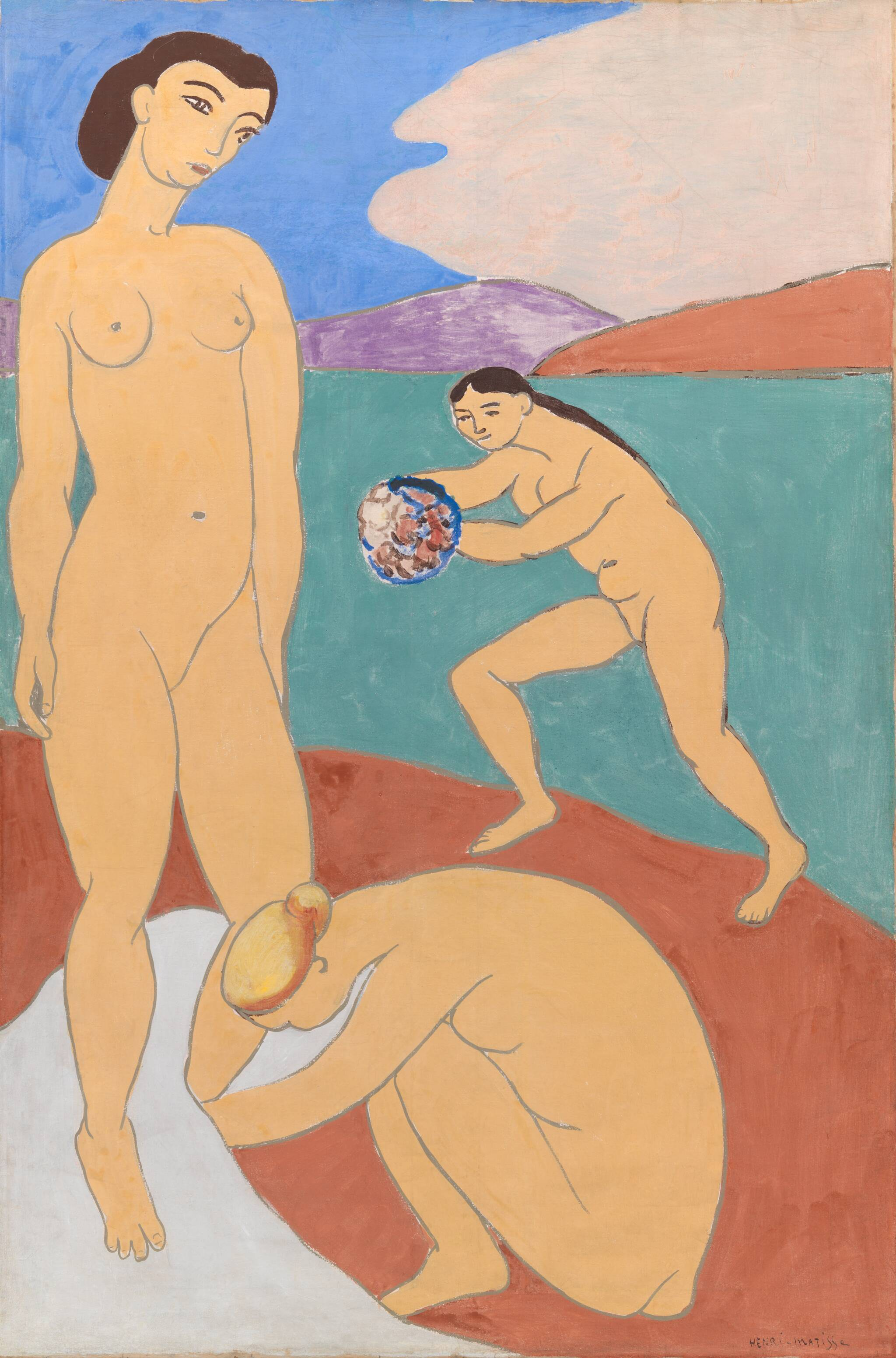
Le Luxe II (1908), Statens Museum for Kunst.
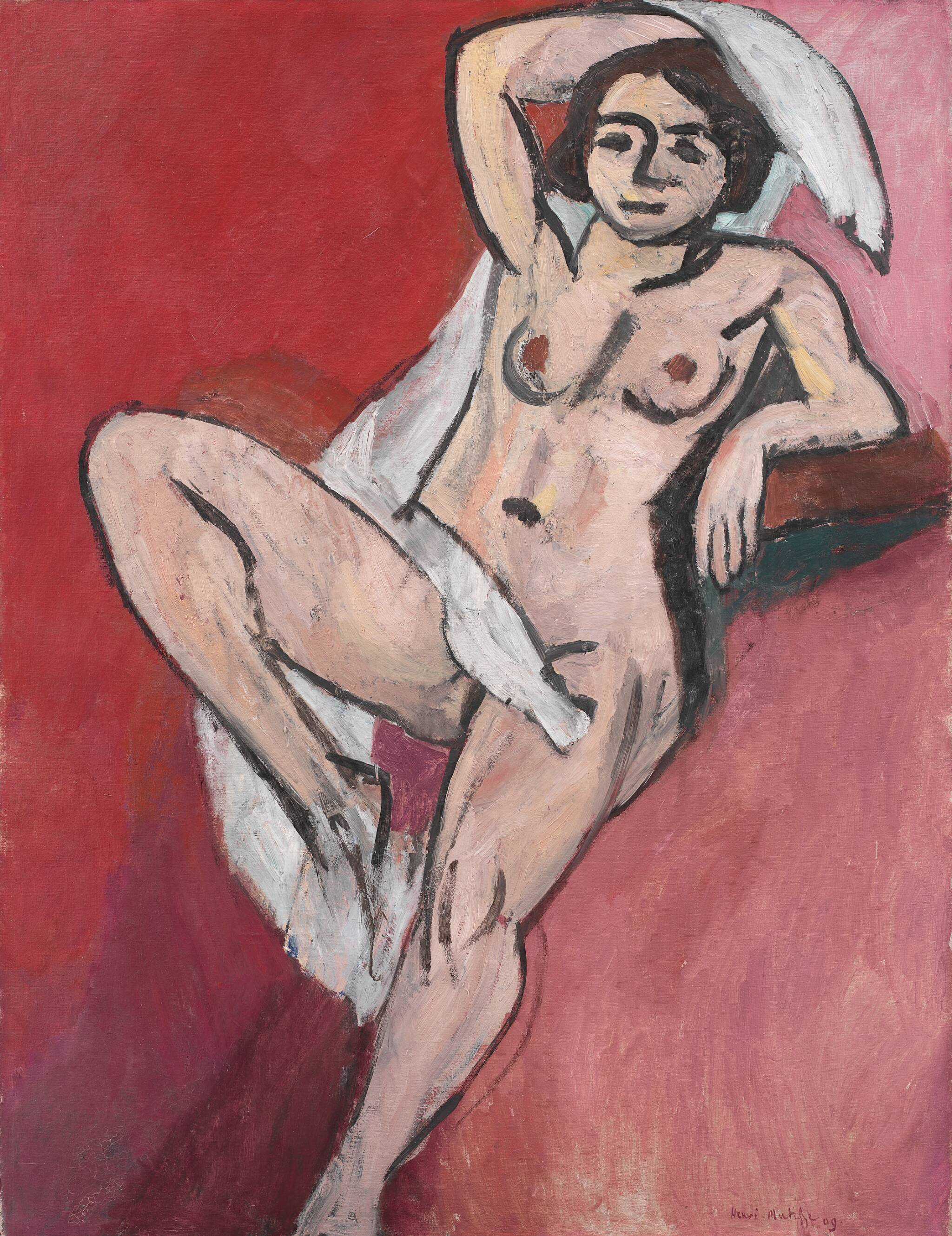
Naken kvinna med vit scarf (1909), Statens Museum for Kunst.
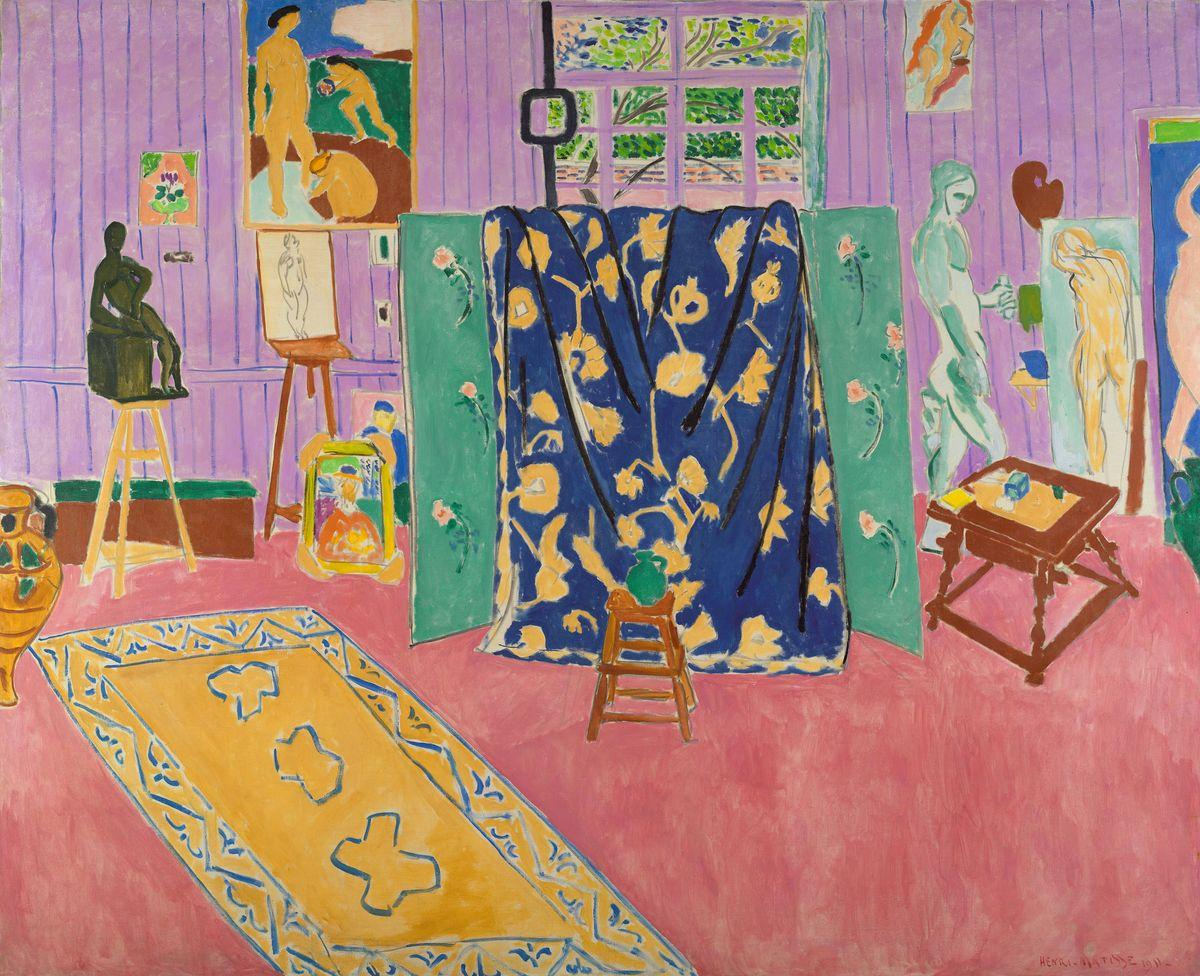
Den rosa ateljén (1911), Pusjkinmuseet.